# Borkum Riff
Das niedersächsische Naturschutzgebiet Borkum Riff liegt in der 12-Seemeilen-Zone der Nordsee im Bereich der Mündung der Ems in die offene Nordsee. Es befindet sich etwa 20 km nordwestlich der ostfriesischen Insel Borkum im Bereich Ballonplate und Geldsackplate und damit direkt am Gebiet des hier nicht endgültig festgestellten Grenzverlaufs zwischen Deutschland und den Niederlanden (Ems-Dollart-Vertrag).

## Naturschutzgebiet
Das Naturschutzgebiet wurde mit Verordnung vom 26. August 1984 unter Naturschutz gestellt. Das Schutzgebiet trägt das statistische Kennzeichen NSG WE 276 und umfasst eine Fläche von 10.000 Hektar. Zuständige untere Naturschutzbehörde ist der Niedersächsische Landesbetrieb für Wasserwirtschaft, Küsten- und Naturschutz (NLWKN).

## Natur und Landschaft

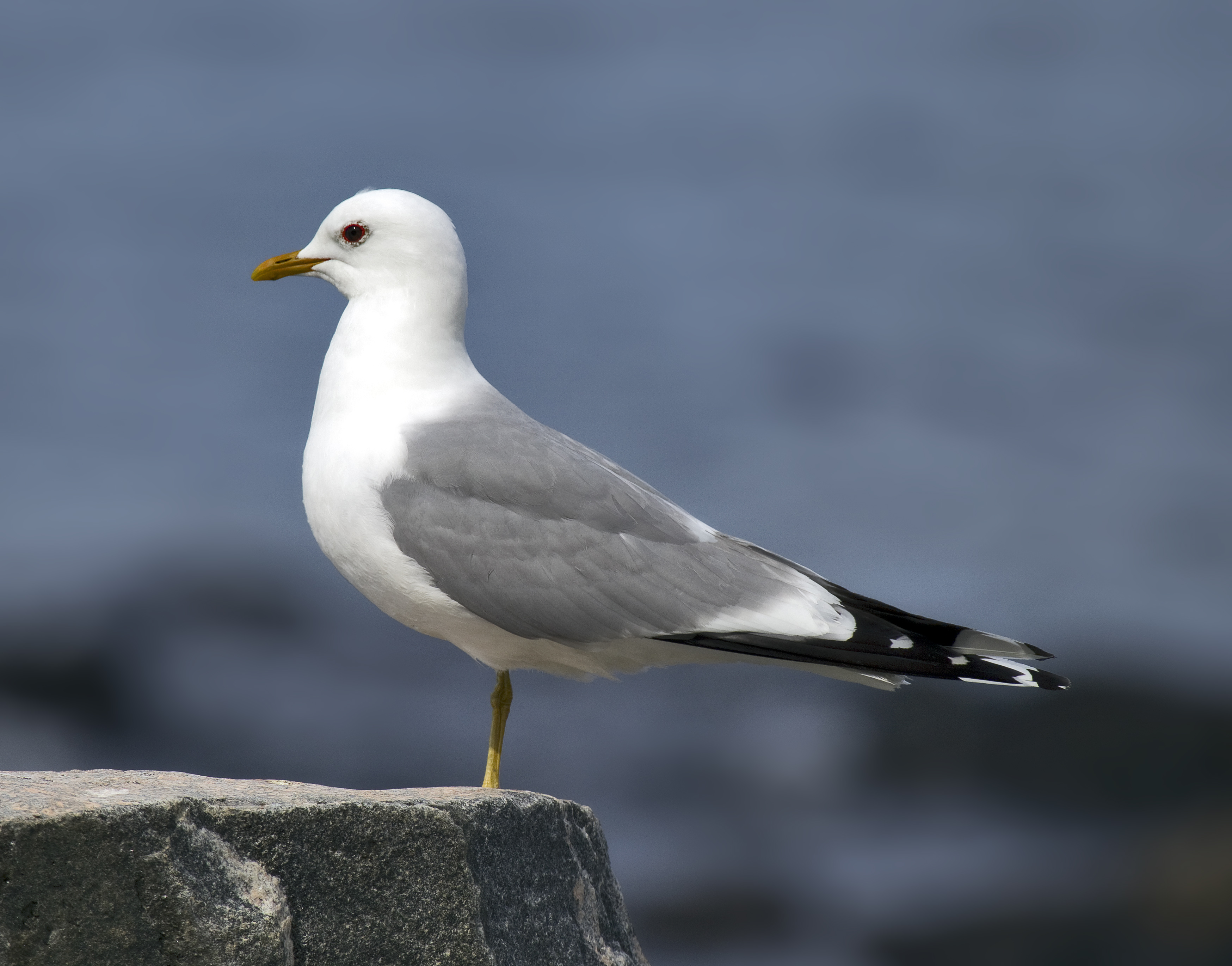
Sturmmöwe

Bei dem Naturschutzgebiet handelt es sich um ein Meeresgebiet mit Wassertiefen von 3 bis 25 Meter. Auf Grund des Zusammentreffens unterschiedlich warmer und salzhaltiger Wassermassen wird ein Nahrungsreichtum erzeugt, der eine erhöhte Fischdichte begünstigt. Dieser bildet für See- und Küstenvögel, auch für in der Umgebung des Gebietes brütende Arten, eine wichtige Nahrungsgrundlage. Mit der Unterschutzstellung soll erreicht werden, dass das Meeresgebiet in seiner Funktion als Nahrungs-, Überwinterungs-, Durchzugs- und Rastgebiet vor allem für Vögel erhalten bleibt.

## Tierwelt
Das Gebiet hat daher eine besonders hohe Bedeutung für Sterntaucher und Sturmmöwen, bietet aber auch Eiderente, Trauerente, Samtente, Prachttaucher, Eissturmvogel, Basstölpel, Kormoran, Tordalk, Trottellumme, Dreizehenmöwe, Zwergmöwe, Lachmöwe, Mantelmöwe, Silbermöwe, Heringsmöwe, Brandseeschwalbe, Fluss-Seeschwalbe und Küstenseeschwalbe eine Lebensgrundlage.

## Andere Schutzkategorien
Das Naturschutzgebiet ist Bestandteil des Vogelschutzgebietes V 1 Niedersächsisches Wattenmeer und angrenzendes Küstenmeer und des Europäischen Ökologischen Netzwerkes Natura 2000. Im Osten grenzt es direkt an den Nationalpark Niedersächsisches Wattenmeer.

## Namensgeber
In den 1960er-Jahren wurde die dänische Pfeifentabakmarke Borkum Riff weltweit eingeführt. Sie gehört zur Scandinavian Tobacco Group.